# Birovača
Birovača (serb. Бировача) – wieś w Chorwacji, w żupanii licko-seńskiej, w gminie Donji Lapac. Leży w regionie Lika. W 2011 roku liczyła 77 mieszkańców.